# Херман Кестен (награда)
Международната литературна награда „Херман Кестен“ (на немски: Hermann-Kesten-Preis) е учредена през 1985 г. от немския ПЕН клуб по случай 85-ата годишнина на почетния му президент писателя Херман Кестен.
След 1994 г. се присъжда ежегодно на лица с особени заслуги в защита на преследвани автори в смисъла на Хартата на Международния ПЕН клуб.
Отличието е в размер на 10 000 €.
Допълнително се присъжда поощрителна награда, възлизаща на 3000 €.

## Носители на наградата (подбор)
- Ангелика Мехтел (1989)
- Йоханес Марио Зимел (1993)
- Карола Щерн (1994)
- Гюнтер Грас (1995)
- Харолд Пинтър (2001)
- Анна Политковская (2003)
- Лиу Сяобо (2010)
- Джоконда Бели (2018)